# Kern County
Kern County ist ein County im Süden des Bundesstaates Kalifornien der Vereinigten Staaten. Der Verwaltungssitz (County Seat) ist Bakersfield. 
Das County wird vom Office of Management and Budget zu statistischen Zwecken als Bakersfield–Delano, CA Metropolitan Statistical Area geführt.

## Geschichte
Das County wurde 1866 gebildet und nach dem Kern River benannt. Bakersfield wurde zum Sitz der Countyverwaltung (County Seat) des Kern Countys 1874 gewählt. Der erste Sitz der Verwaltung war in Havilah bis 1874.
Im Kern County liegen zwei National Historic Landmark, die The Forty Acres und Nuestra Senora Reina de la Paz. 21 weitere Bauwerke und Stätten des Countys sind im National Register of Historic Places eingetragen.

## Demografische Daten

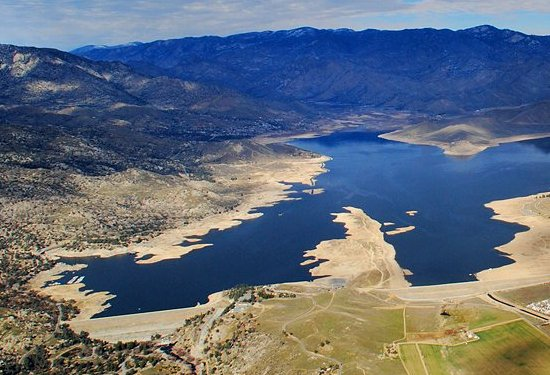
Der Lake Isabella

Nach der Volkszählung im Jahr 2000 lebten im Kern County 661.645 Menschen. Es gab 208.652 Haushalte und 156.489 Familien. Die Bevölkerungsdichte betrug 31 Einwohner pro Quadratkilometer. Ethnisch betrachtet setzte sich die Bevölkerung zusammen aus 61,60 % Weißen, 6,02 % Afroamerikanern, 1,51 % amerikanischen Ureinwohnern, 3,37 % Asiaten, 0,15 % Bewohnern aus dem pazifischen Inselraum und 23,22 % aus anderen ethnischen Gruppen; 4,14 % stammten von zwei oder mehr ethnischen Gruppen ab. 38,39 % der Bevölkerung waren spanischer oder lateinamerikanischer Abstammung.
Von den 208.652 Haushalten hatten 42,20 % Kinder und Jugendliche unter 18 Jahre, die bei ihnen lebten. 54,60 % waren verheiratete, zusammenlebende Paare, 14,50 % waren allein erziehende Mütter. 25,00 % waren keine Familien. 20,30 % waren Singlehaushalte und in 7,80 % lebten Menschen im Alter von 65 Jahren oder darüber. Die Durchschnittshaushaltsgröße betrug 3,03 und die durchschnittliche Familiengröße lag bei 3,50 Personen.
Auf das gesamte County bezogen setzte sich die Bevölkerung zusammen aus 31,90 % Einwohnern unter 18 Jahren, 10,20 % zwischen 18 und 24 Jahren, 29,80 % zwischen 25 und 44 Jahren, 18,70 % zwischen 45 und 64 Jahren und 9,40 % waren 65 Jahre alt oder darüber. Das Durchschnittsalter betrug 31 Jahre. Auf 100 weibliche Personen kamen 105,30 männliche Personen, auf 100 Frauen im Alter ab 18 Jahren kamen statistisch 105,30 Männer.
Das jährliche Durchschnittseinkommen eines Haushalts betrug 35.446 USD, das Durchschnittseinkommen der Familien betrug 39.403 USD. Männer hatten ein Durchschnittseinkommen von 38.097 USD, Frauen 25.876 USD. Das Prokopfeinkommen betrug 15.760 USD. 20,80 % Prozent der Bevölkerung und 16,80 % der Familien lebten unterhalb der Armutsgrenze. 27,80 % davon waren unter 18 Jahre und 10,50 % waren 65 Jahre oder älter.

## Orte im County
Das County hat folgende Citys
| - Arvin - Bakersfield (County Seat) - California City - Delano - Maricopa - McFarland | - Ridgecrest - Shafter - Taft - Tehachapi - Wasco |

und folgende Ortschaften CDPs
| - Alta Sierra - Bakersfield Country Club - Bear Valley Springs - Benton Park - Bodfish - Boron - Buttonwillow - Casa Loma - Cherokee Strip - China Lake Acres - Choctaw Valley | - Cottonwood - Derby Acres - Di Giorgio - Dustin Acres - East Bakersfield - East Niles - Edison - Edmundson Acres - Edwards Air Force Base - El Adobe - Fairfax | - Fellows - Ford City - Frazier Park - Fuller Acres - Glennville - Goodmanville - Golden Hills - Greenacres - Greenfield - Hillcrest - Inyokern | - Johannesburg - Keene - Kernville - La Cresta - Lake Isabella - Lake of the Woods - Lakeside - Lamont - Lebec - Lost Hills - McKittrick | - Mettler - Mexican Colony - Mojave - Mountain Meadows - Mountain Mesa - North Edwards - Oildale - Old River - Old Stine - Olde Stockdale - Onyx | - Pine Mountain Club - Potomac Park - Pumpkin Center - Randsburg - Rexland Acres - Ridgecrest Heights - Rivergrove - Rosamond - Rosedale - Smith Corner - South Taft | - Squirrel Mountain Valley - Stallion Springs - Stebbins - Taft Heights - Tarina - Tupman - Valley Acres - Weedpatch - Weldon - Wofford Heights - Woody |